# Parafia św. Teresy od Dzieciątka Jezus w Kleosinie
Parafia pw. Świętej Teresy od Dzieciątka Jezus w Kleosinie – rzymskokatolicka parafia należąca do dekanatu Białystok–Nowe Miasto, archidiecezji białostockiej, metropolii białostockiej. Prowadzą ją księża ze Zgromadzenia Słowa Bożego – werbiści.

## Historia parafii
Parafia została utworzona 22 lipca 2002 przez arcybiskupa białostockiego Wojciecha Ziembę. Teren dla działania nowej parafii obejmuje Kleosin i został wydzielony z parafii św Stanisława. Administratorem i następnie pierwszym proboszczem został ks. Janusz Walerowski. Bazą dla nowej parafii był istniejący tu od 1958 klasztor księży werbistów i zbudowany po 1981 r. Dom Misyjny Zgromadzenia Słowa Bożego.
W sierpniu 2005 odbyły się uroczystości nawiedzenia parafii przez relikwie jej patronki św. Teresy od Dzieciątka Jezus.

## Miejsca święte
Kościół parafialny
- Kościół parafialny pw. Świętej Teresy od Dzieciątka Jezus w budowie od 2004, zaprojektowany przez Lecha Ryszawę i Andrzeja Dudzińskiego.

Kościoły filialne i kaplice
- Kaplica pw. Matki Bożej Ostrobramskiej w Domu Misyjnym Księży Werbistów św. Kazimierza w Kleosinie[1]

## Proboszczowie
- od 2002 : o. Janusz Walerowski SVD (zmarł nagle 6 stycznia 2013 r.)
- od 2013 : o. Franciszek Martyna SVD

## Zgromadzenia zakonne
- Dom Misyjny Księży Werbistów św. Kazimierza Królewicza